# Валютна рада
У державних фінансах валютна рада – це механізм, за допомогою якого грошово-кредитний орган зобов'язаний підтримувати фіксований обмінний курс щодо іноземної валюти, повністю підкріплюючи зобов'язання іноземними активами або резервами. Ця мета політики вимагає, щоб традиційні цілі центрального банку були підпорядковані цільовому обмінному курсу.
Хоча валютна рада є поширеним (і простим) способом підтримки фіксованого обмінного курсу, це не єдиний спосіб. Країни часто утримують обмінні курси у вузькому діапазоні, регулюючи платіжний баланс за допомогою різних засобів контролю за рухом капіталу або за допомогою міжнародних угод, серед інших методів. Таким чином, приблизний курс можна підтримувати і без валютної ради.

## Історія
У колоніальному управлінні валютні ради були популярними через переваги друку банкнот відповідних номіналів для місцевих умов, а також через вигідність для колонії доходів від сеньйоражу. Першим таким випадком була Рада уповноважених з валюти Маврикію, заснована в 1849 році. Інші помітні випадки включали Західноафриканську валютну раду (засновану в 1912 році), Східноафриканську валютну раду (засновану в 1919 році) та наступні ради, що обслуговували поселення в протоці, а потім Британську Малайю. Банк Англії схвалив створення валютних рад як спосіб гарантувати, що британські колонії зберігатимуть свої резерви в фунтах стерлінгів та розміщуватимуть їх у Лондоні.  :173
Однак після Другої світової війни багато незалежних країн віддали перевагу наявності центральних банків та незалежних валют.  Британські валютні ради колоніальної епохи збереглися лише на Фолклендських островах (засновані 1899 р.) та Гібралтарі (засновані 1914 р.).
Механізми валютної ради пережили відродження популярності наприкінці 20-го століття після негативного досвіду з інфляцією. На відміну від колоніальної епохи, вони, як правило, впроваджувалися існуючими центральними банками, мандат яких був відповідно обмежений.

## Огляд

### Особливості традиційних валютних рад
Особливості традиційної валютної ради:
- Валютні резерви валютної ради повинні бути достатніми для того, щоб усі власники її банкнот і монет (і всі банківські кредитори Резервного рахунку у валютній раді) могли конвертувати їх у резервну валюту (зазвичай 110–115% від грошової бази M0 ).
- Валютна рада підтримує абсолютну, необмежену конвертованість між своїми банкнотами та монетами та валютою, до якої вони прив'язані ( якорною валютою ), за фіксованим обмінним курсом, без обмежень на операції за поточними або капітальними рахунками.
- Валютна рада отримує прибуток лише від відсотків за валютними резервами (за вирахуванням витрат на випуск банкнот) і не здійснює форвардні валютні операції. Ці валютні резерви існують (1) тому, що місцеві банкноти були випущені в обмін, або (2) тому, що комерційні банки, згідно з нормативними актами, повинні депонувати мінімальний резерв у Валютній раді. (1) генерує дохід від сеньйоражу. (2) – це дохід від мінімальних резервів (дохід від інвестиційної діяльності за вирахуванням витрат на винагороду за мінімальними резервами).
- Валютна рада не має дискреційних повноважень впливати на монетарну політику та не надає позики уряду. Уряди не можуть друкувати гроші, а можуть лише оподатковувати або позичати кошти для виконання своїх зобов'язань щодо витрат.
- Валютна рада не виступає кредитором останньої інстанції для комерційних банків і не регулює резервні вимоги.
- Валютна рада не намагається маніпулювати процентними ставками, встановлюючи дисконтну ставку, як це робить центральний банк. Прив'язка до іноземної валюти, як правило, забезпечує дуже близьке до рівня процентних ставок та інфляції в країні, до валюти якої встановлена прив'язка.

### Наслідки прийняття фіксованого обмінного курсу як головної цілі
Валютна рада, про яку йде мова, більше не випускатиме фіатні гроші, а натомість випускатиме лише одну одиницю місцевої валюти за кожну одиницю (або визначену суму) іноземної валюти, яка знаходиться у її сховищі (часто це тверда валюта, така як долар США або євро). Надлишок платіжного балансу цієї країни відображається у вищих депозитах, які місцеві банки тримають у центральному банку, а також (спочатку) у вищих депозитах (чистих) експортних фірм у їхніх місцевих банках. Зростання внутрішньої грошової маси тепер можна поєднати з додатковими депозитами банків у центральному банку, що дорівнює додатковим резервам твердої іноземної валюти в руках центрального банку.

### За та проти
Перевага цієї системи полягає в тому, що питання валютної стабільності більше не актуальні. Недоліки полягають у тому, що країна більше не має можливості встановлювати монетарну політику відповідно до інших внутрішніх міркувань, і що фіксований обмінний курс значною мірою також фіксуватиме умови торгівлі країни, незалежно від економічних відмінностей між нею та її торговельними партнерами. Як правило, валютні ради мають переваги для малих, відкритих економік, яким важко підтримувати незалежну монетарну політику. Вони також можуть сформувати надійне зобов'язання щодо низької інфляції.

## Приклади

Використання долара США та євро у світі: Зверніть увагу, що білоруський рубль прив'язаний до євро, російського рубля та долара США в кошику валют.

Валютні ради існували у понад 70 країнах. Найбільшого поширення валютні ради отримали на початку та в середині 20 століття.

Офіційне використання іноземної валюти або валютних прив'язок у світі: Користувачі долара США, включаючи Сполучені Штати
Користувачі австралійського долара, включаючи Австралію
Три випадки, коли країна використовує або прив'язує валюту сусіда

У Гонконзі діє валютна рада (Управління грошового обігу Гонконгу), як і в Болгарії. Естонія мала валютну раду, зафіксовану до німецької марки, з 1992 по 1999 рік, після чого перейшла на фіксацію до євро за номіналом. Прив'язка до євро зберігалася до січня 2011 року з прийняттям Естонією євро (див. Економіка Естонії для детального опису естонської валютної ради). Аргентина відмовилася від своєї валютної ради в січні 2002 року після серйозної рецесії. Для деяких це підкреслювало той факт, що валютні ради не є безповоротними, і тому можуть бути скасовані перед обличчям спекуляцій з боку валютних трейдерів. Однак система Аргентини не була традиційною (ортодоксальною) валютною радою, оскільки вона не дотримувалася суворо правил валютної ради — факт, який багато хто вважає справжньою причиною її краху. Вони стверджують, що валютна система Аргентини була непослідовною сумішшю елементів валютної ради та центрального банку. Також вважається, що неправильне розуміння економістами та політиками принципів роботи системи сприяло рішенню уряду Аргентини девальвувати песо у січні 2002 року. Економіка поглибилася в депресію, перш ніж пізніше того ж року почалося відновлення.
Британські заморські території Гібралтар, Фолклендські острови та острови Святої Єлени продовжують діяти валютні ради, забезпечуючи свої місцеві банкноти фунтовими резервами.
Золотий стандарт — це окремий випадок валютної ради, де вартість національної валюти прив'язана до вартості золота, а не іноземної валюти.

### Приклади проти євро
- Болгарський лев
- Болгарія та євро
- Конвертована марка Боснії та Герцеговини (Convertibilna Marka)

### Приклади щодо долара США
- Гонконгський долар
- Бермудський долар
- Долар Кайманових островів
- Джибутійський франк
- Східнокарибський долар ( Антигуа і Барбуда, Домініка, Гренада, Сент-Кітс і Невіс, Сент-Люсія та Сент-Вінсент і Гренадини )
  - Повний список див. у розділі «Долар США».

### Приклади проти фунта стерлінгів
- Фунт Фолклендських островів
- Гібралтарський фунт
- Фунт Святої Єлени

### Приклади щодо інших валют
- Брунейський долар проти сінгапурського долара
- Маканська патака проти гонконгського долара
- На Фарерських островах де-юре діє валютна рада, але фактично Датський національний банк виступає кредитором останньої інстанції, а всі банківські рахунки деноміновані в данських кронах . Датський національний банк називає фарерську крону «спеціальною версією» данської крони, яка частково забезпечується євровалютним резервом Датського національного банку.

### Минулі приклади
- Аргентинський песо, прив'язаний до долара США з 1991 по 2002 рік.
- Бахрейнський динар, фіксований відносно фунта стерлінгів з 1966 по 1973 рік.
- Багамський фунт, фіксований відносно фунта стерлінгів з 1921 по 1966 рік
- Багамський долар був фіксованим відносно долара США з 1966 по 1968 рік.
- Конвертована марка Боснії та Герцеговини, курс якої був фіксованим відносно німецької марки з 1998 до 2002 року. Після цього курс був фіксованим відносно євро .
- Британський західноафриканський фунт, курс якого був фіксованим відносно фунта стерлінгів з 1913 по 1964 рік.
- Цейлонська рупія, фіксований курс відносно індійської срібної рупії з 1884 по 1950 рік.
- Ірландський фунт, прив'язаний до фунта стерлінгів з моменту здобуття незалежності до 1979 року, випускався валютною радою до 1942 року.
- Східноафриканський шилінг, курс якого був фіксованим відносно фунта стерлінгів з 1921 по 1969 рік.
- Східнонімецька марка прив'язана до західнонімецької марки .
- Естонська крона, курс якої фіксований відносно німецької марки з моменту здобуття незалежності в 1992 році до 1999 року. Після цього курс фіксований відносно євро до 2011 року.
- Литовський літ, фіксований щодо долара США з 1994 до 2002 року. Після цього фіксований щодо євро до 2015 року, коли літ був замінений на євро.
- Філіппінський песо був прив'язаний до «молотого долара» під час іспанської та американської колоніальної епохи, аж до 1941 року. Прив'язаний до японської єни з 1942 по 1944 рік. Після здобуття незалежності він також був прив'язаний до долара США з 1946 по 1959 рік, і знову з 1966 по 1983 рік.
- Тайський бат спочатку був прив'язаний до фунта стерлінгів, а потім до долара США до азійської валютної кризи.

## Подальше читання
- Tiwari, Rajnish (2003): Post-Crisis Exchange Rate Regimes in Southeast Asia: An Empirical Survey of De-Facto Policies, Seminar Paper, University of Hamburg. (PDF)
- "On Currency Boards: An Updated Bibliography of Scholarly Writings."  ()
- Steve  H. Hanke and Kurt Schuler, Currency Boards for Developing Countries: A Handbook (1994, revised edition 2015).

Для отримання точного визначення того, що являє собою валютна рада, включаючи минулі приклади, див.:
- Hanke, Steve H. (2002): "On Dollarization and Currency Boards: Error and Deception," Journal of Policy Reform, Vol. 5, no. 4, pp. 203–222.  (PDF)
- Nikolay Nenovsky's works on Currency boards issues: (nikolaynenovsky.com )
- Arnaldo Mauri, The Currency Board and the rise of banking in British East Africa, W.P. n. 10–2007, Department of Economics, University of Milan. Abstract in English.

## Зовнішні посилання
- Currency boards and dollarization (archived Web site)
- Johns Hopkins Institute for Applied Economics, Global Health, and the Study of Business Enterprise, Currency Board Book Series, Studies in Applied Economics working paper series (includes many papers on currency boards),, and Digital Archive on Currency Boards.

1. ↑  Samuel Knafo (2013). The Making of Modern Finance: Liberal governance and the gold standard. Routledge.
2. ↑  Hawkins, John (2015). History of Economic Thought Concerning Currency Boards. Архів оригіналу за 3 грудня 2021. Процитовано 3 грудня 2021.
3. ↑  Atish R. Ghosh, Anne-Marie Gulde, & Holger C. Wolf (January 1998), Currency Boards: The Ultimate Fix? (PDF), International Monetary Fund
4. ↑  Kurt Schuler, "Currency Boards," Ph.D. dissertation, George Mason University, 1992, pp. 261-9,
5. ↑  De la Torre, Augusto & Levy Yeyati, Eduardo & Schmukler, Sergio L., 2003. "Living and dying with hard pegs: the rise and fall of Argentina's currency board," Policy Research Working Paper Series 2980, The World Bank.
6. ↑  History of the Monetary Systems and the Public Finances in the Bahamas, 1946-2003